# Bella Morte
Bella Morte — группа готик-рока, образованная в 1996 году в Шарлоттсвилле, Вирджиния. В своём репертуаре также используют музыкальные элементы метала, дарквейва, дэт-рока, альтернативного рока и синтипопа.
В настоящее время имеет подписанный контракт с лейблом Metropolis Records, а ранее издавала альбомы на своём собственном лейбле, а также на Some Wear Leather и Cleopatra Records. В начале осени 2006 года Metropolis Records подтвердила, что Bella Morte со своим новым альбомом «Bleed the Grey Sky Black», который вышел 10 октября 2006 года, заняла первое место в списке предварительных заказов на продажи.
Басист и сооснователь группы Gopal Metro решил оставить коллектив, сыграв с ним последний раз 10 марта 2007 в их домашнем городе. На том же выступлении вокалист Энди Дин объявил, что Гопала на басах заменит Тони Пью.
В начале лета 2008 года был анонсировано, что Джордон Марчини больше не будет гастролировать с группой. Также он не числится барабанщиком на страницы группы в MySpace и не фигуририрует на их рекламных изображениях. Неизвестно, являются ли эти изменения постоянными.

## Текущий состав
- Энди Дин — вокал
- Тони Лечмански — гитара
- Маршалл Кэмден — бас-гитара

### Прежние участники
- Гопал Метро — басы
- Тони Пью — басы
- Джордан Марчини — ударные
- Скотти Дерико — ударные
- Клэй Кэрикоф — ударные
- Крис «Фризли» — гитара
- Биэн Уайтлоу — гитара
- Мика Консльмен — синтезатор (в основном клавитара на концертах)
- Джеймс Уорнок — синтезатор и освещение

## Дискография

### Полные издания
- 1996: Remorse (cassette only, demo)
- 1997: Remains[англ.]
- 2000: Where Shadows Lie[англ.]
- 2001: The Death Rock EP (Vinyl — limited to 300)
- 2002: The Quiet[англ.]
- 2002: The Death Rock EP (CD w/ bonus tracks)
- 2002: Remains (Remastered Version)
- 2004: As the Reasons Die[англ.]
- 2004: Songs for the Dead[англ.]
- 2006: Bleed The Grey Sky Black[англ.]
- 7 октября 2008: Beautiful Death[англ.]
- 14 июня 2011: Before the Flood
- 14 февраля 2012: Rare and Unreleased, volume 1

### Сторонние проекты
В 2010 году Энди Дин выпустил сольный альбом «The Rain Within», ссылающийся на песню «The Rain Within Her Hands» группы Bella Morte.

### Сборники
- The Pink and The Black (1998) (Delinquent Records) — One Winter’s Night
- «The Unquiet Grave Vol1» (1998) (Cleopatra Records) — Funeral Night
- Music from the Succubus Club — Vampire: The Masquerade (2000) (Dancing Ferret Discs) — Fall No More
- The Darkest Millennium (2000) (Cleopatra Records) — The Rain Within Her Hands
- A Gothic-Industrial Tribute to Smashing Pumpkins (2001) (Cleopatra Records) — Soma

### Видеоклипы
- «In The Dirt», режиссура Ллойда Кауфмана, снято 20 февраля 2010 в Con Nooga в Чаттануге, Теннесси
- «Find Forever Gone», режиссёр Эрик Томас Крэйвен. Выпущено 30 сентября 2008
- «On the Edge», режиссёр Эрик Томас Крэйвен. Выпущено 14 февраля 2008
- «Earth Angel», режиссёр Эрик Томас Крэйвен. Выпущено 14 февраля 2007
- «Another Way», режиссёр Венди Шью (2004)